# Guagnano
Guagnano ist eine südostitalienische Gemeinde (comune).

## Geografie
Guagnano hat 5321 Einwohner (Stand 31. Dezember 2023). Es liegt in der Provinz Lecce in Apulien, etwa 18,5 Kilometer westnordwestlich der Stadt Lecce im Salento. Guagnano grenzt unmittelbar an die Provinz Brindisi.

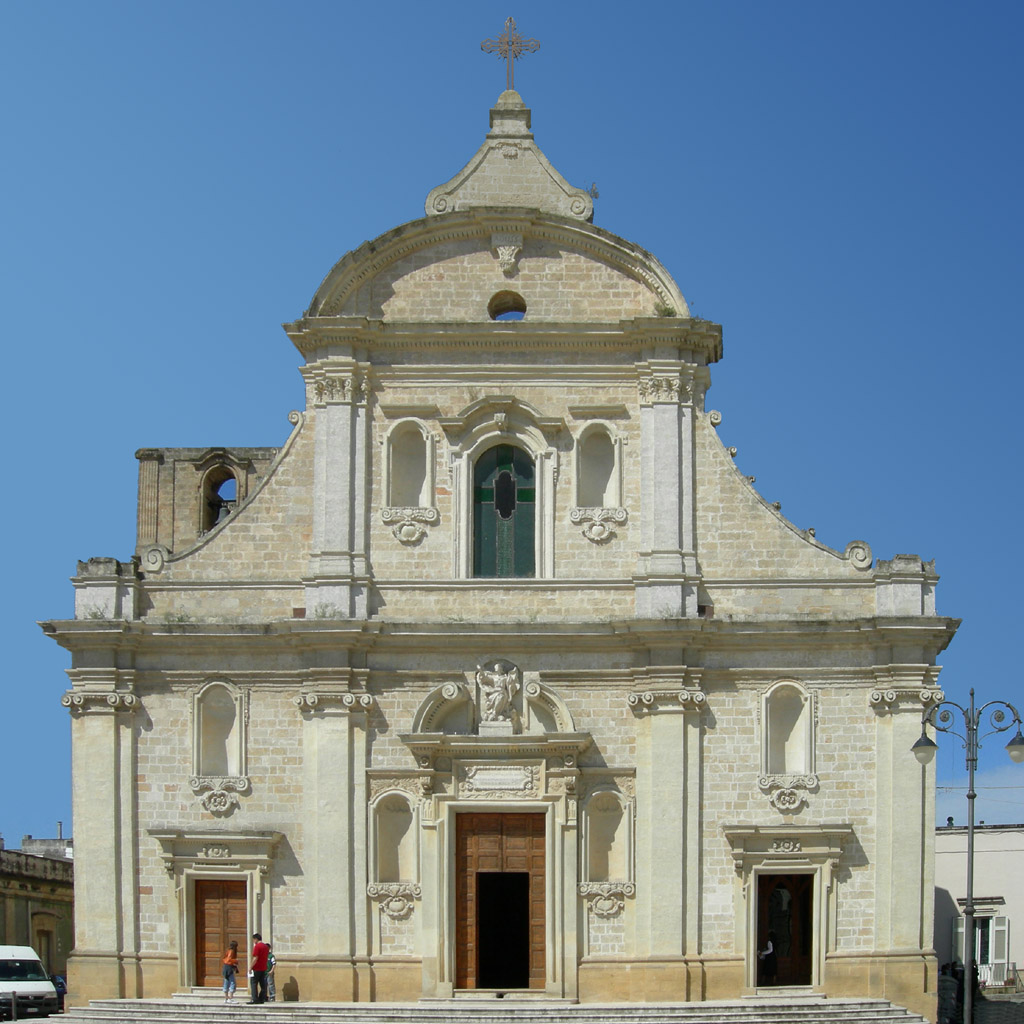
Chiesa Madre

## Verkehr
Die Gemeinde liegt an der Staatsstraße 7 ter von Tarent nach Lecce.
Der Bahnhof von Guagnano liegt an der Bahnstrecke Martina Franca–Lecce.